# Wärmespeicherzahl
Die Wärmespeicherzahl {\displaystyle s} mit der physikalischen Einheit J/(m³·K) ist die auf das Volumen {\displaystyle V} bezogene Wärmekapazität {\displaystyle C} eines Festkörpers:
{\displaystyle s={\frac {C}{V}}}
Sie errechnet sich aus der spezifischen Wärmekapazität {\displaystyle c} durch Multiplikation mit der Dichte {\displaystyle \rho }:
{\displaystyle \Leftrightarrow s=c\cdot \rho }
Beispiel für Baustahl: 
{\displaystyle s=0{,}46\,{\frac {\mathrm {kJ} }{\mathrm {kg} \cdot \mathrm {K} }}\cdot 7850\,{\frac {\mathrm {kg} }{\mathrm {m} ^{3}}}=3611\,{\frac {\mathrm {kJ} }{\mathrm {m} ^{3}\cdot \mathrm {K} }}}
Die Wärmespeicherzahl ist eine wichtige Eigenschaft von Dämmstoffen und eine entscheidende Größe bei der Auslegung von Kühlkörpern konstanten Bauvolumens.

## Beispiele für Wärmespeicherzahlen
| Material               | s in kJ·m−3·K−1 |
| fest                   |                 |
| ---------------------- | --------------- |
| Nickel                 | 3955            |
| Eisen                  | 3559            |
| Kupfer                 | 3407            |
| Zink                   | 2770            |
| Gold                   | 2470            |
| Silber                 | 2465            |
| Aluminium              | 2419            |
| Titan                  | 2354            |
| Eis (0 °C)             | 1891            |
| Magnesium              | 1818            |
| Zinn                   | 1655            |
| Blei                   | 1463            |
| Natrium                | 1195            |
| Stoffgemisch           |                 |
| Beton, Gips, Schamotte | ~2000           |
| flüssig                |                 |
| Wasser (20 °C)         | 4174            |
| Ethanol                | 1920            |
| Quecksilber            | 1883            |
| Petroleum              | 1712            |
| gasförmig              | (cp)            |
| Butan (0 °C)           | 4,477           |
| Methan (0 °C)          | 1,554           |
| Luft (0 °C)            | 1,299           |
| Wasserstoff (0 °C)     | 1,287           |
| Wasserdampf (100 °C)   | 1,244           |
| Argon (0 °C)           | 0,933           |
| Helium                 | 0,927           |
| Neon (0 °C)            | 0,927           |